# ガロ族

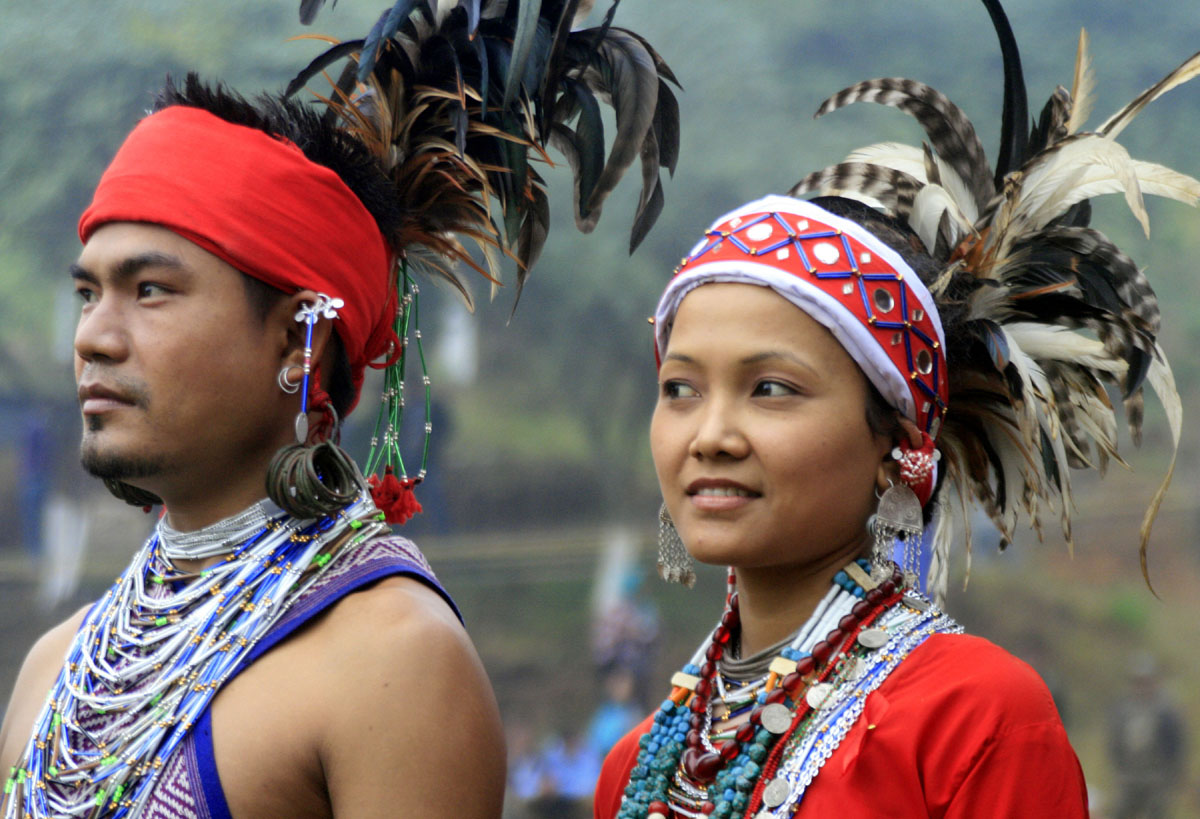
伝統的な衣装を身にまとったガロ族のカップル

ガロ族（ガロぞく、garo）は、チベット・ビルマ語族のボド語群に属するチベット系民族の種族で、一部はインド・アーリア人と混血している。
インドのメガラヤ州やバングラデシュなどに居住する。イネやワタを焼畑耕作しながら川岸に杭上住居を建築して居住する。かつては首狩りを盛んに行っていたことでも知られ、アッサム平野で最も恐れられた民族のひとつであった。